# 航天服

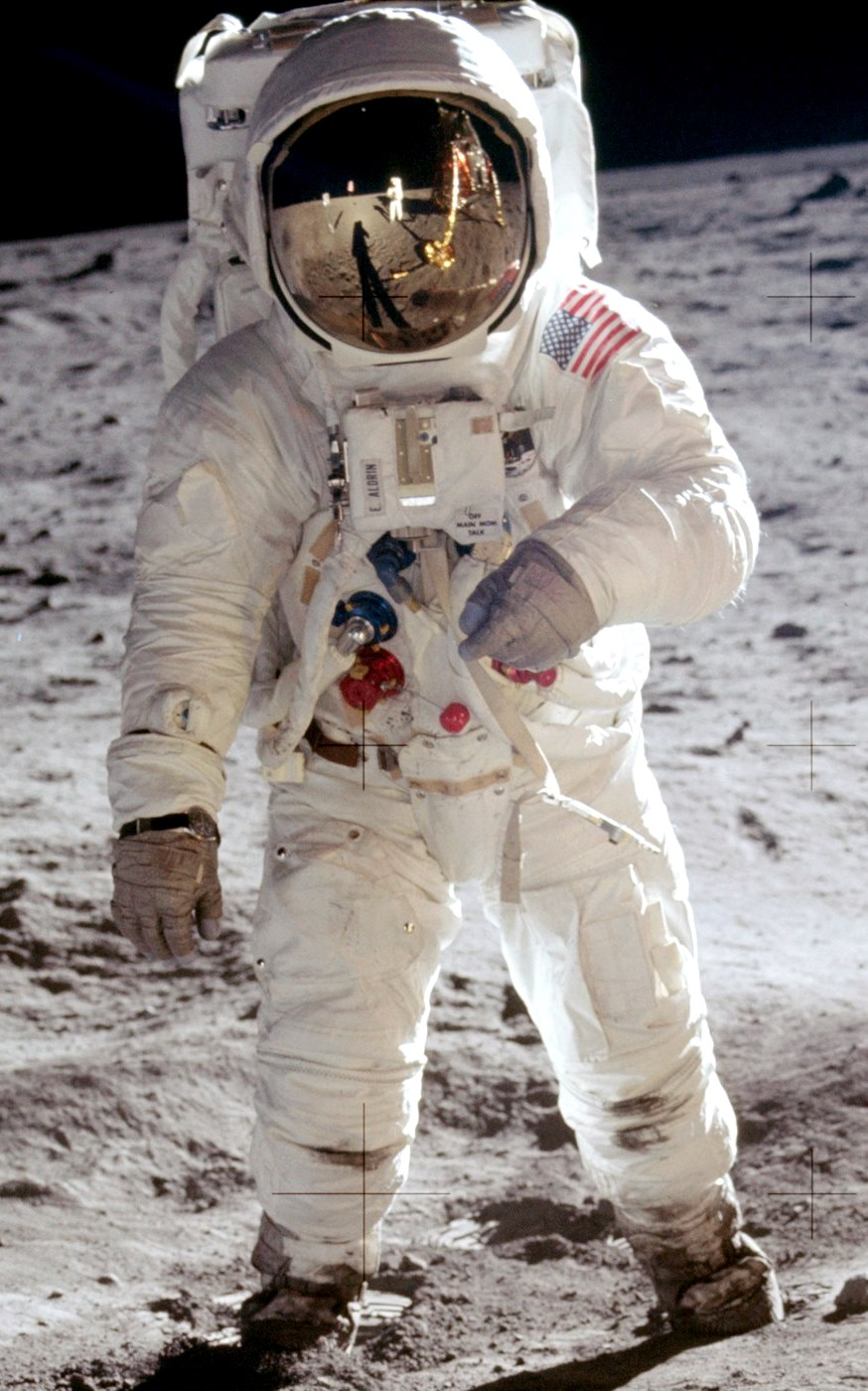
美國阿波羅計畫的的太空衣

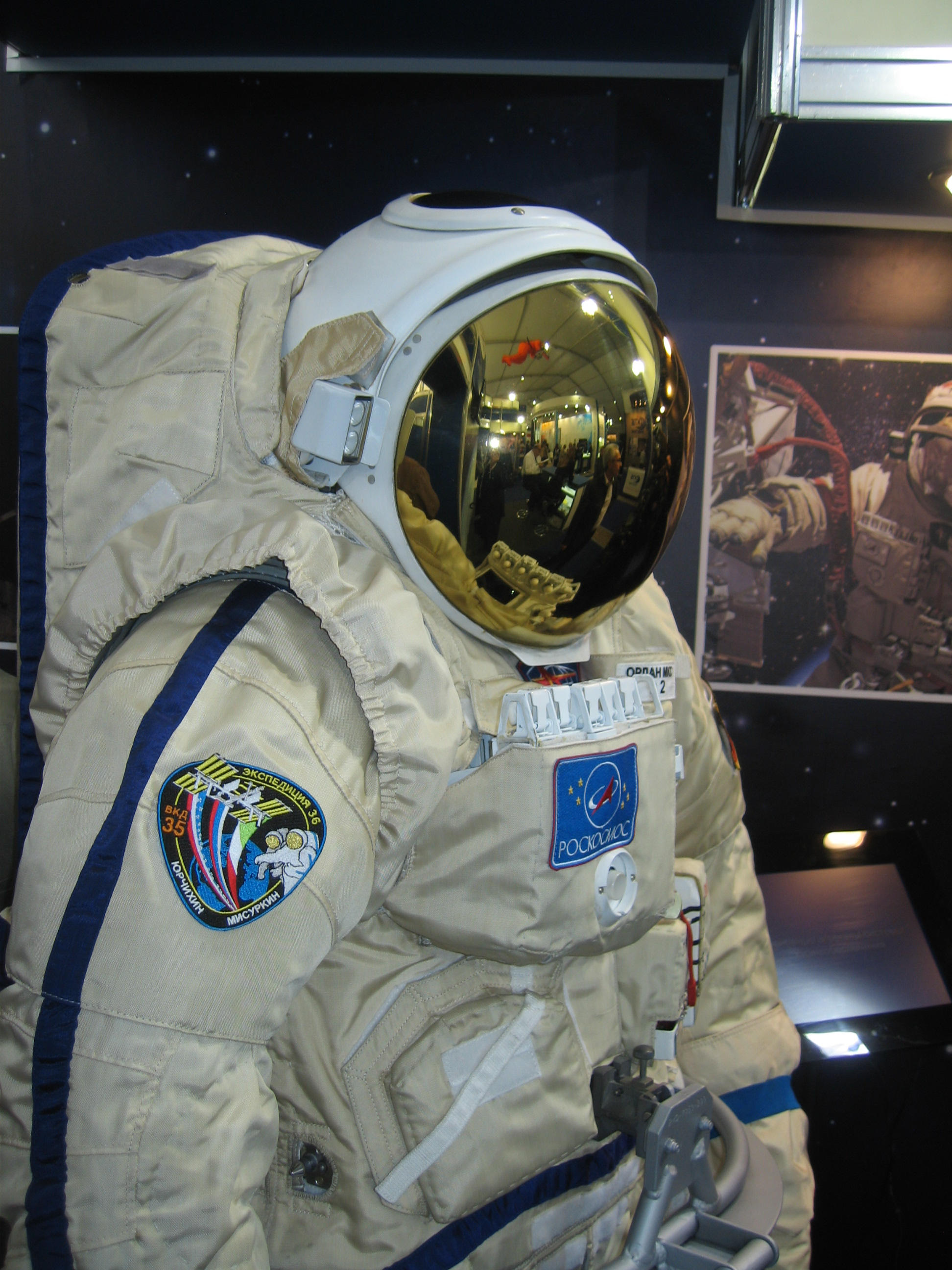
俄罗斯制造的海鹰-MKS 2 太空衣 (2013年)

太空衣是保护太空人在太空不受低温，射线等的侵害并提供人类生存所需的氧气的保护服。
太空衣的氧气罐為太空人提供氧氣。而排出的二氧化碳則由氫氧化鋰所吸收。太空衣的表層有阻隔輻射的功用。太空人的體溫則由一套貼身內衣調節，這件內衣佈滿水管，水泵不斷把水循環，把太空人身體所發出的熱帶走，而水則由升華器所冷卻。太空衣最後一個重要功用，是為太空人提供所需的氣壓（約等於半個標準大氣壓力52kpa）；如果氣壓過低，人體血液及身體組織內的氣體會離開，令太空人患上類似潛水員常有的潛水病（在真空的情況下，太空人更會由於血液瞬間「沸騰」而死亡）。
太空衣可以：
- 保持太空人體溫;
- 保持壓力平衡（使太空人承受的壓力與在地球上的相似）;
- 阻擋強而有害的輻射（如來自太陽的輻射）和隕石;
- 處理太空人的排泄物
- 提供氧及排出二氧化碳

美国的太空衣价值大约在100万美元。
太空衣一般分两种：舱内宇航服和舱外宇航服。

## 舱内宇航服
舱内宇航服是宇航员在载人航天器座舱内使用的，一般是在发射时和返回地球时穿用，一旦座舱发生气体泄漏和气压突然变低时，舱内宇航服迅速充气，起保护宇航员的作用。

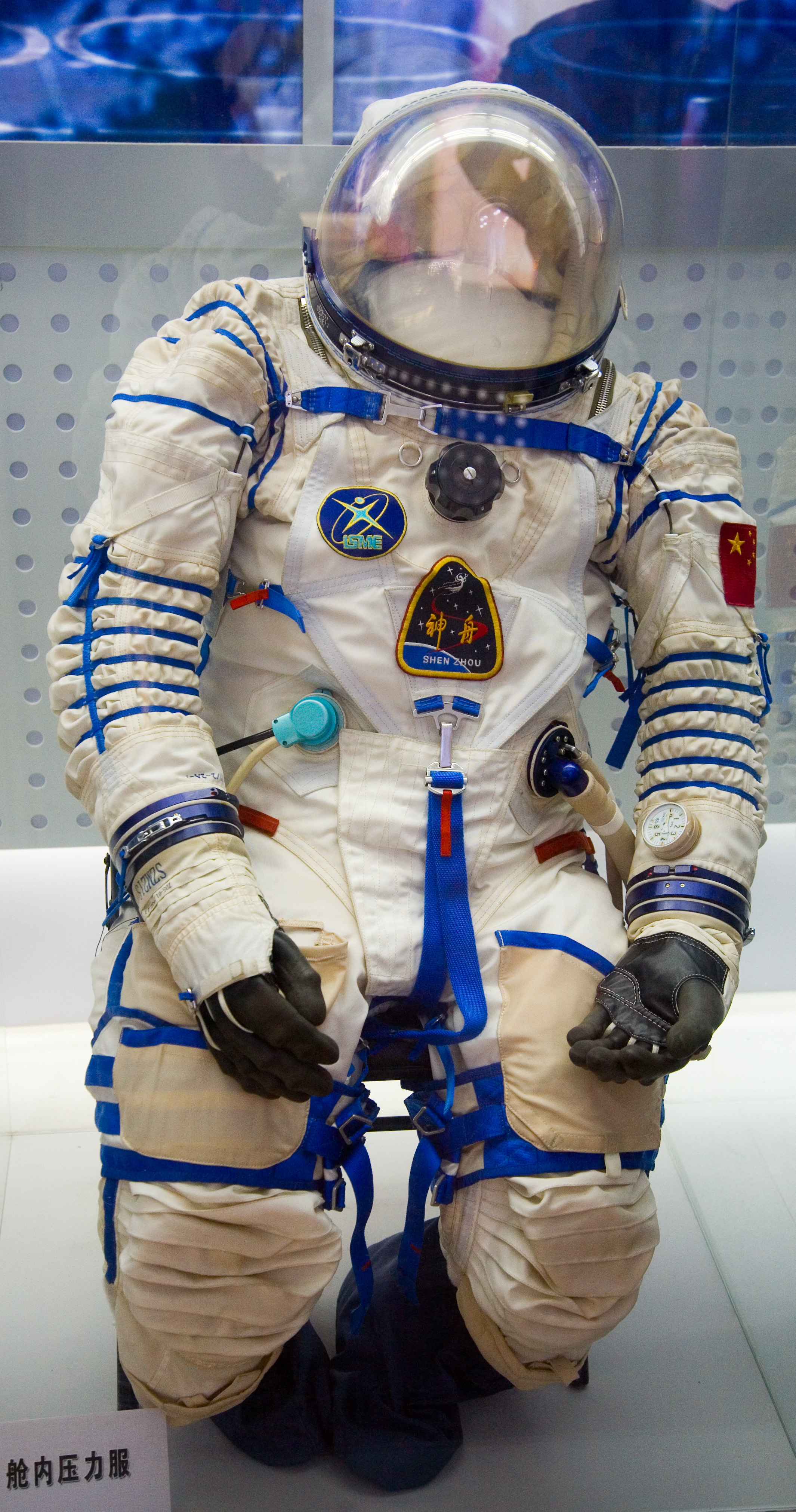
神舟五号任务中使用的舱内航天服
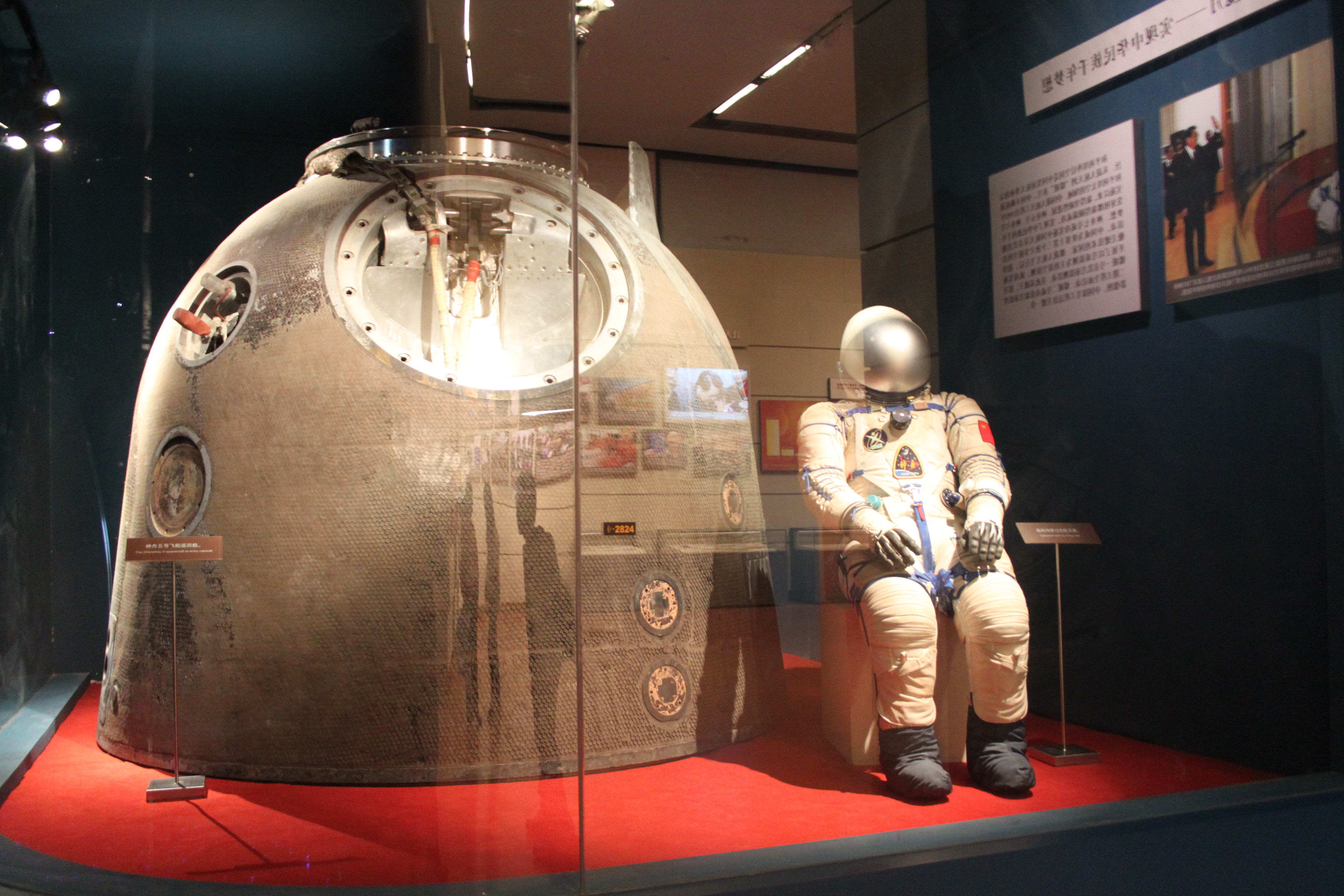
神舟五号的返回舱及舱内航天服
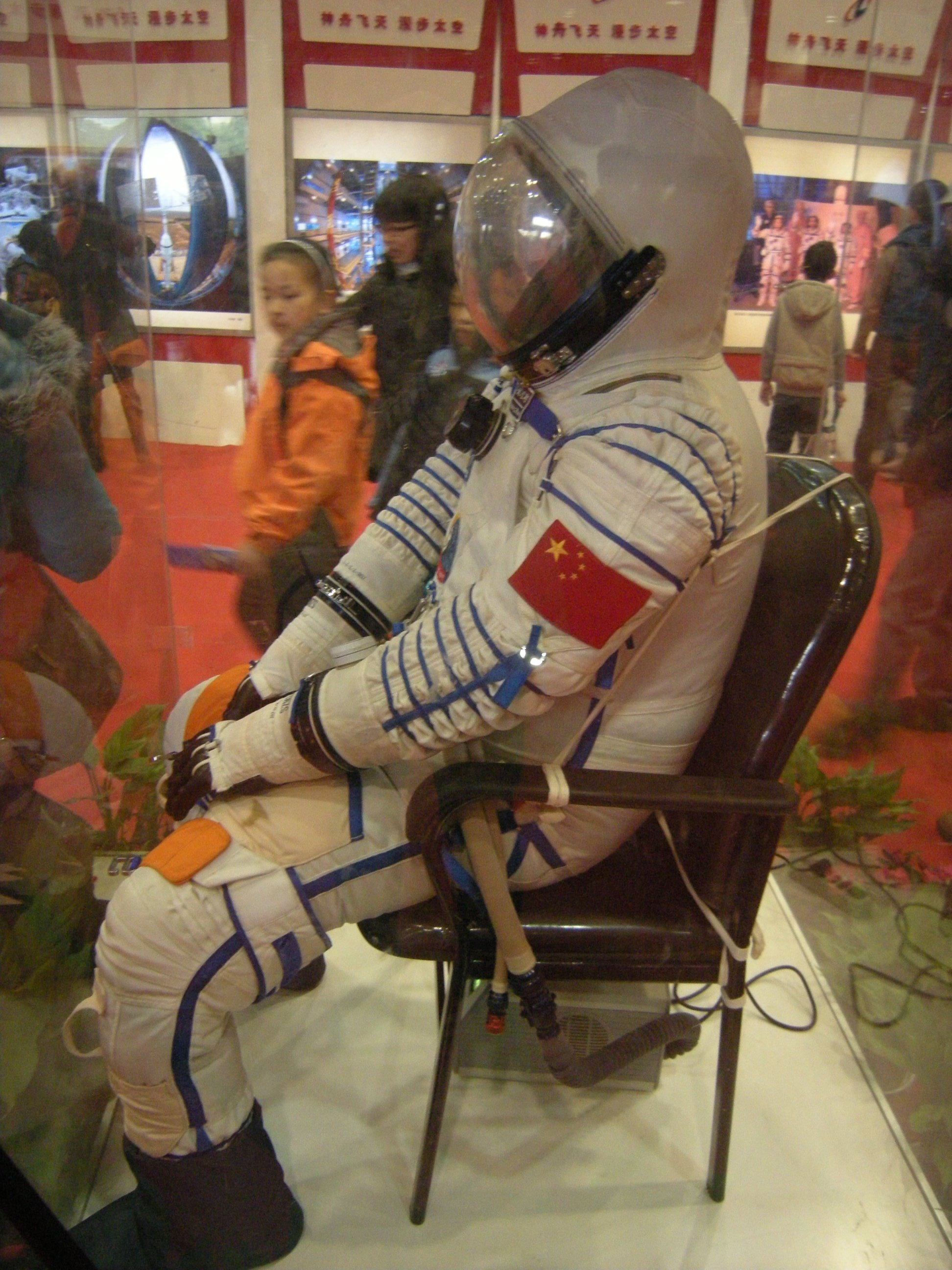
神舟七号任务期间所使用的舱内航天服

## 舱外宇航服
舱外宇航服是宇航员出航活动，进行太空漫步时使用。舱外宇航服的结构非常复杂，它具有加压、充气、防御太空射线和微陨星袭击的作用，裡面還有通信系统及生命保障系统。现在廣泛使用的舱外宇航服有美国的EMU宇航服和俄罗斯的海鹰宇航服两种；至於中国最初引进俄罗斯的海鹰航天服，后來在海鹰航天服的基础上改进，並生产了飞天航天服給太空人使用。

## 趣聞
美國太空總署曾有在登月服的太空鞋鞋底印上美國國旗的計畫，但因為外太空條約而作罷，因為在登月服的太空鞋鞋底上，印上國旗違反外太空條約。